# Suricata major
Suricata major — вимерлий вид сурикатів раннього плейстоцену Африки.

## Опис
Матеріал цього виду був знайдений на місці скам'янілостей Еландсфонтейн у ПАР. Suricata major був більшим, ніж живий сурикат, і, здається, був проміжним за формою між ним і видами Mungos. У порівнянні з сучасним сурикатом, його верхні щічні зуби були більшими, а заочний відросток менш розвинутим.